# كوبا (نيومكسيكو)
كوبا (بالإنجليزية: Cuba, New Mexico)‏ هي بلدة تقع في الولايات المتحدة في مقاطعة ساندوفال، نيومكسيكو. يقدر عدد سكانها بـ 735 نسمة ومساحتها 3.3 كم2 وترتفع عن سطح البحر 2,105 متر.

## التركيبة السكانية
حدّد مكتب تعداد الولايات المتحدة بيانات التركيبة السكانية لكوبا في تعداد الولايات المتحدة. في ما يلي، التركيبة السكانية حسب تعدادي 2000 و2010.

### تعداد عام 2000
بلغ عدد سكان كوبا 590 نسمة بحسب تعداد عام 2000، وبلغ عدد الأسر 222 أسرة وعدد العائلات 153 عائلة مقيمة في القرية. في حين سجلت الكثافة السكانية 69.8 نسمة لكل كيلومتر مربع (180.8/ميل2). وبلغ عدد الوحدات السكنية 290 وحدة بمتوسط كثافة قدره 34.3 لكل كيلومتر مربع (88.8/ميل2).
وتوزع التركيب العرقي للقرية بنسبة 44.07% من البيض و0.17% من الأمريكيين الأفارقة و26.78% من الأمريكيين الأصليين و0.68% من الأمريكيين ذوي الأصول الآسيوية و23.90% من الأعراق الأخرى و4.41% من عرقين مختلطين أو أكثر و60.34% من الهسبانيون أو اللاتينيون من أي عرق.
بلغ عدد الأسر 222 أسرة كانت نسبة 44.1% منها لديها أطفال تحت سن الثامنة عشر تعيش معهم، وبلغت نسبة الأزواج القاطنين مع بعضهم البعض 43.7% من أصل المجموع الكلي للأسر، ونسبة 18.9% من الأسر كان لديها معيلات من الإناث دون وجود شريك، بينما كانت نسبة 6.3% من الأسر لديها معيلون من الذكور دون وجود شريكة وكانت نسبة 31.1% من غير العائلات. تألفت نسبة 29.3% من أصل جميع الأسر من عدة أفراد يعيشون في نفس المنزل ونسبة 8.1% كانت تتألف من شخص يعيش بمفرده يبلغ من العمر 65 عاماً أو أكثر. وبلغ متوسط حجم الأسرة المعيشية 2.66، أما متوسط حجم العائلات فبلغ 3.24.
بلغ العمر الوسطي للسكان 32.4 عاماً. وكانت نسبة 33.2% من القاطنين تحت سن الثامنة عشر، وكانت نسبة 7.8% بين الثامنة عشر والرابعة والعشرين عاماً، ونسبة 23.9% كانت واقعةً في الفئة العمرية ما بين الخامسة والعشرين والرابعة والأربعين عاماً، ونسبة 21.9% كانت ما بين الخامسة والأربعين والرابعة والستين، ونسبة 13.2% كانت ضمن فئة الخامسة والستين عاماً فما فوق. يوجد لكل 100 أنثى 99.3 ذكر، ويوجد لكل 100 أنثى في الثامنة عشر من عمرها فما فوق 95.0 ذكر.
بلغ متوسط دخل الأسرة في القرية 21,538 دولارًا، أما متوسط دخل العائلة فبلغ 26,250 دولارًا. وكان متوسط دخل الذكور 26,667 دولارًا مقابل 17,000 دولارًا للإناث. وسجل دخل الفرد الخاص بالقرية 11,192 دولارًا. وكانت نسبة 36.5% من العائلات ونسبة 41.3% من السكان تحت خط الفقر، وكان من هؤلاء نسبة 54.3% تحت سن الثامنة عشر ونسبة 40% في الخامسة والستين من العمر وما فوق.

### تعداد عام 2010
بلغ عدد سكان كوبا 731 نسمة بحسب تعداد عام 2010، وبلغ عدد الأسر 303 أسرة وعدد العائلات 176 عائلة مقيمة في القرية. في حين سجلت الكثافة السكانية 86.5 نسمة لكل كيلومتر مربع (224.0/ميل2). وبلغ عدد الوحدات السكنية 392 وحدة بمتوسط كثافة قدره 46.4 لكل كيلومتر مربع (120.2/ميل2).
وتوزع التركيب العرقي للقرية بنسبة 48.56% من البيض و0.55% من الأمريكيين الأفارقة و24.62% من الأمريكيين الأصليين و0.82% من الأمريكيين ذوي الأصول الآسيوية و19.29% من الأعراق الأخرى و6.16% من عرقين مختلطين أو أكثر و45.83% من الهسبانيون أو اللاتينيون من أي عرق.
بلغ عدد الأسر 303 أسرة كانت نسبة 32.3% منها لديها أطفال تحت سن الثامنة عشر تعيش معهم، وبلغت نسبة الأزواج القاطنين مع بعضهم البعض 33.7% من أصل المجموع الكلي للأسر، ونسبة 16.5% من الأسر كان لديها معيلات من الإناث دون وجود شريك، بينما كانت نسبة 7.9% من الأسر لديها معيلون من الذكور دون وجود شريكة وكانت نسبة 41.9% من غير العائلات. تألفت نسبة 37.6% من أصل جميع الأسر من عدة أفراد يعيشون في نفس المنزل ونسبة 18.2% كانت تتألف من شخص يعيش بمفرده يبلغ من العمر 65 عاماً أو أكثر. وبلغ متوسط حجم الأسرة المعيشية 2.41، أما متوسط حجم العائلات فبلغ 3.15.
بلغ العمر الوسطي للسكان 37.5 عاماً. وكانت نسبة 29.8% من القاطنين تحت سن الثامنة عشر، وكانت نسبة 4.8% بين الثامنة عشر والرابعة والعشرين عاماً، ونسبة 22.7% كانت واقعةً في الفئة العمرية ما بين الخامسة والعشرين والرابعة والأربعين عاماً، ونسبة 25.7% كانت ما بين الخامسة والأربعين والرابعة والستين، ونسبة 17% كانت ضمن فئة الخامسة والستين عاماً فما فوق. وتوزع التركيب الجنسي للسكان بنسبة 46.2% ذكور و53.8% إناث.